# Gebhard I von Waldburg
Gebhard I Truchsess von Waldburg, född 10 november 1547 i Heiligenberg, död 31 maj 1601 i Strassburg, var en tysk kurfurste av Köln.
Gebhard von Waldburg valdes 1577 i tävlan med en bayersk prins till ärkebiskop av Köln. För att kunna gifta sig med sin älskarinna Agnes von Mansfeld övergick Gebhard 1582 till protestantismen, men försökte trots det hålla sig kvar på sin biskopsstol. Illa understödd av de protestantiska furstarna besegrades han dock i det Kölnska kriget och måste fly till Nederländerna.